# Chad Connell
Chad Connell (Ottawa, 20 maggio 1983) è un attore canadese.

## Biografia
Connell è laureato al programma teatrale della Ryerson University a Toronto. Ha iniziato a recitare in produzioni locali a Ottawa all'età di 11 anni.
Il suo primo ruolo da protagonista è stato nel ruolo di Oliver nel musical omonimo.
Connell è apparso in Degrassi: The Next Generation, Misteri di Murdoch, Nikita e Good Witch.

## Vita privata
Oltre alla recitazione, Chad Connell ha un vivo interesse per il vino e possiede un'agenzia di importazione di vini che si occupa di vini naturali. È apertamente gay.

## Filmografia

### Cinema
- Home Team, regia di Allan A. Goldstein (1998)
- Abandon - Misteriosi omicidi (Abandon), regia di Stephen Gaghan (2002)
- Sotto assedio - White House Down (White House Down), regia di Roland Emmerich (2013)
- Shadowhunters - Città di ossa (The Mortal Instruments: City of Bones), regia di Harald Zwart  (2013)
- Steel, regia di Sven J. Matten (2015)
- Un Natale combianto (The Christmas Setup), regia di Pat Mills (2021)

### Televisione
- Undressed – serie TV, 2 episodi (2002)
- ReGenesis – serie TV, 1 episodio (2008)
- Degrassi: The Next Generation – serie TV, 3 episodio (2008)
- I misteri di Murdoch (Murdoch Mysteries) – serie TV, episodi 1x12-7x01 (2008-2013)
- Being Erica – serie TV, 1 episodio (2009)
- Warehouse 13 – serie TV, 2 episodi (2010-2011)
- Suits – serie TV, 1 episodio (2011)
- Flashpoint – serie TV, 1 episodio (2011)
- Lost  Girls – serie TV, 1 episodio (2011)
- Burden of Evil - Il peso del male (Burden of Evil), regia di Michel Monty – film TV (2012)
- Nikita – serie TV, 3 episodi (2013)
- Beauty and the Beast – serie TV, 1 episodio (2013)
- Good Witch – serie TV, 4 episodi (2016)
- Reign – serie TV, 1 episodio (2017)
- Shadowhunters – serie TV,  3 episodi (2017)
- Mary Kills People – serie TV, 4 episodi (2018)

## Doppiatori italiani
Nelle versioni in italiano delle opere in cui ha recitato, Chad Connell è stato doppiato da:
- Stefano Brusa in Suits
- Marco Vivio in Good Witch
- Fabrizio Bucci in Shadowhunters
- Jacopo Venturiero in Un gioioso natale
- Andrea Lopez in Una vacanza molto speciale